# Euseküll

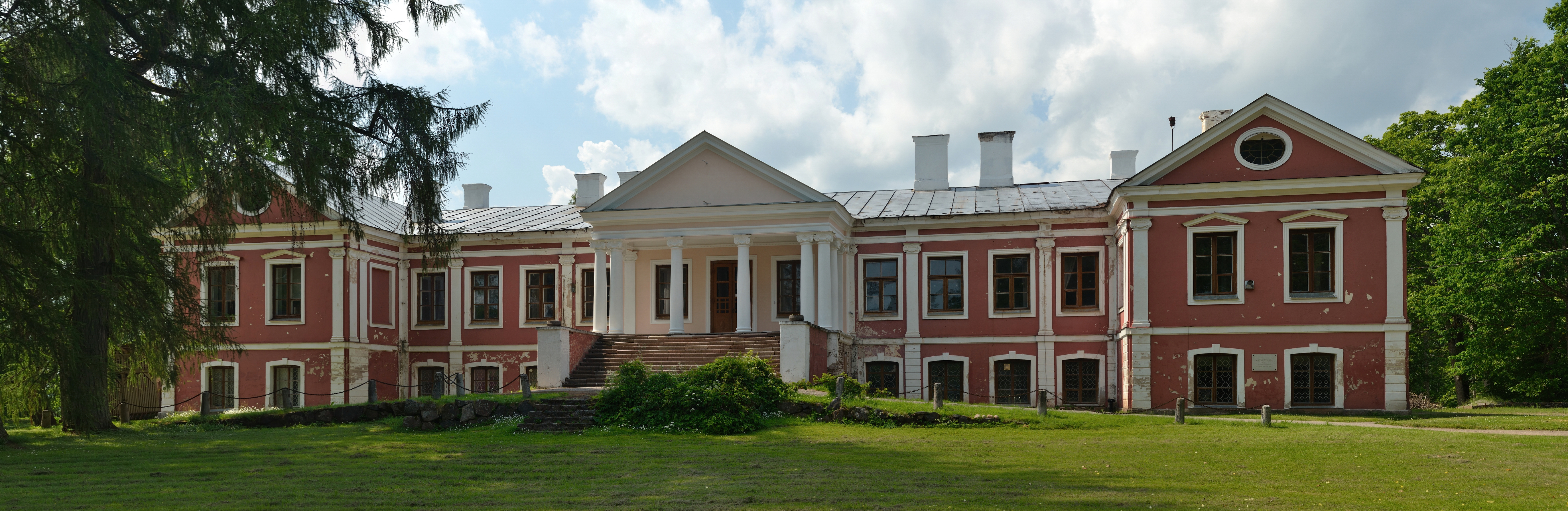
Das Herrenhaus auf Gut Euseküll

Das Gut Euseküll (estnisch Õisu mõis) ist ein ehemaliger Gutshof in der Gemeinde Mulgi im Landkreis Viljandi in Estland.

## Geschichte
Das im 16. Jahrhundert gegründete Gut war lange Zeit der Stammsitz der Familie von Sivers, eines deutsch-baltischen Adelsgeschlechts.
Im 17. Jahrhundert war das Gut in Besitz der schwedischen Krone. König Gustav II. Adolf verlieh es seinem Schatzmeister Jesper Matsson Krus. Später fiel es an die Krone zurück.
Im Jahr 1744 schenkte die Zarin Elisabeth das Gut und das benachbarte Gut Heimtali (Heimthal) der Witwe des namhaften russischen Admirals Peter Sievers. Sein Sohn, Friedrich Wilhelm von Sivers baute das Gut schließlich aus. Der Schauspieler Alf von Sivers (1907–1946) stammte von hier.
Das einstöckige barocke Herrenhaus datiert größtenteils aus den 1760er-Jahren. Im 19. Jahrhundert wurden geringfügige Umbauten vorgenommen. Das Gebäude wird heute als Berufsschule genutzt. Unweit des Herrenhauses befinden sich die weiteren historischen Gutsgebäude sowie der Friedhof der Familie von Sivers.

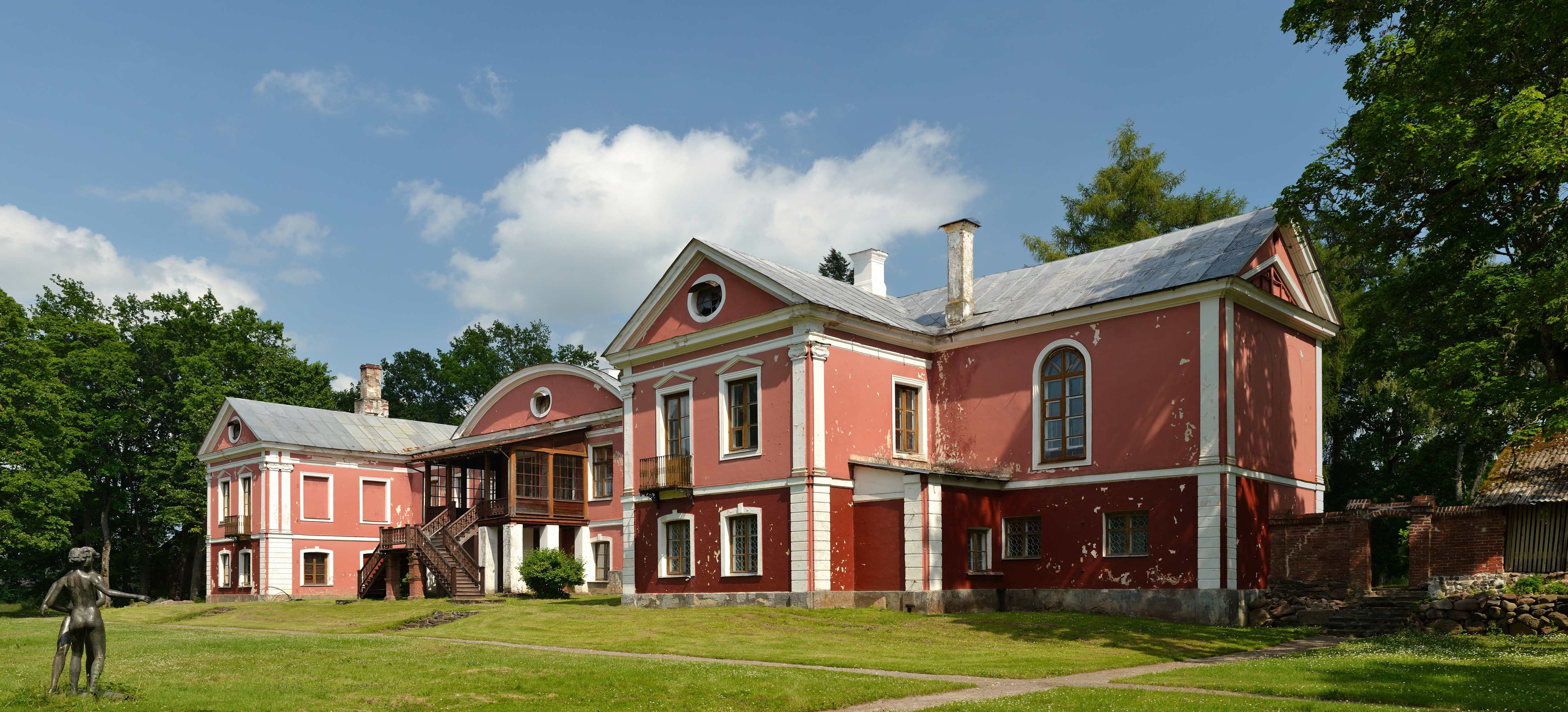
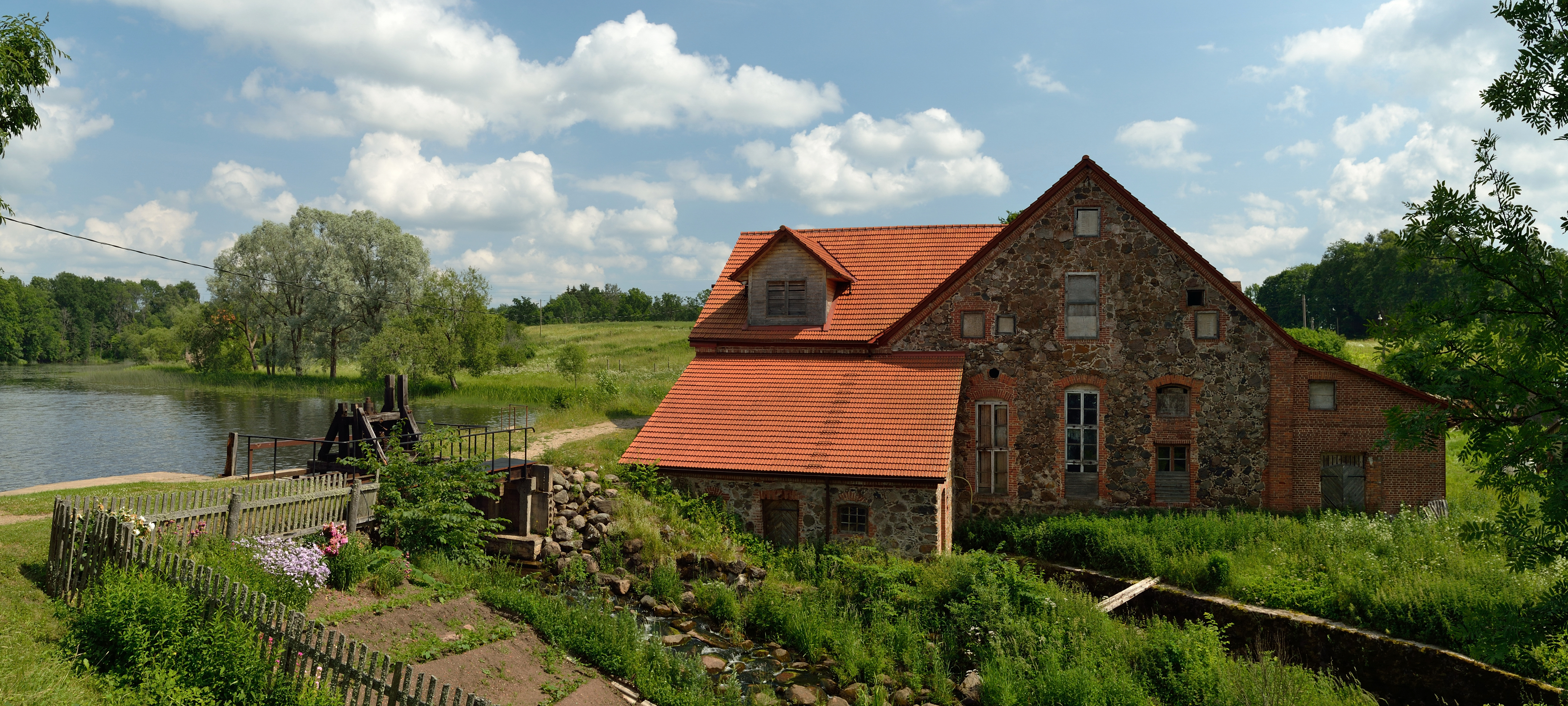
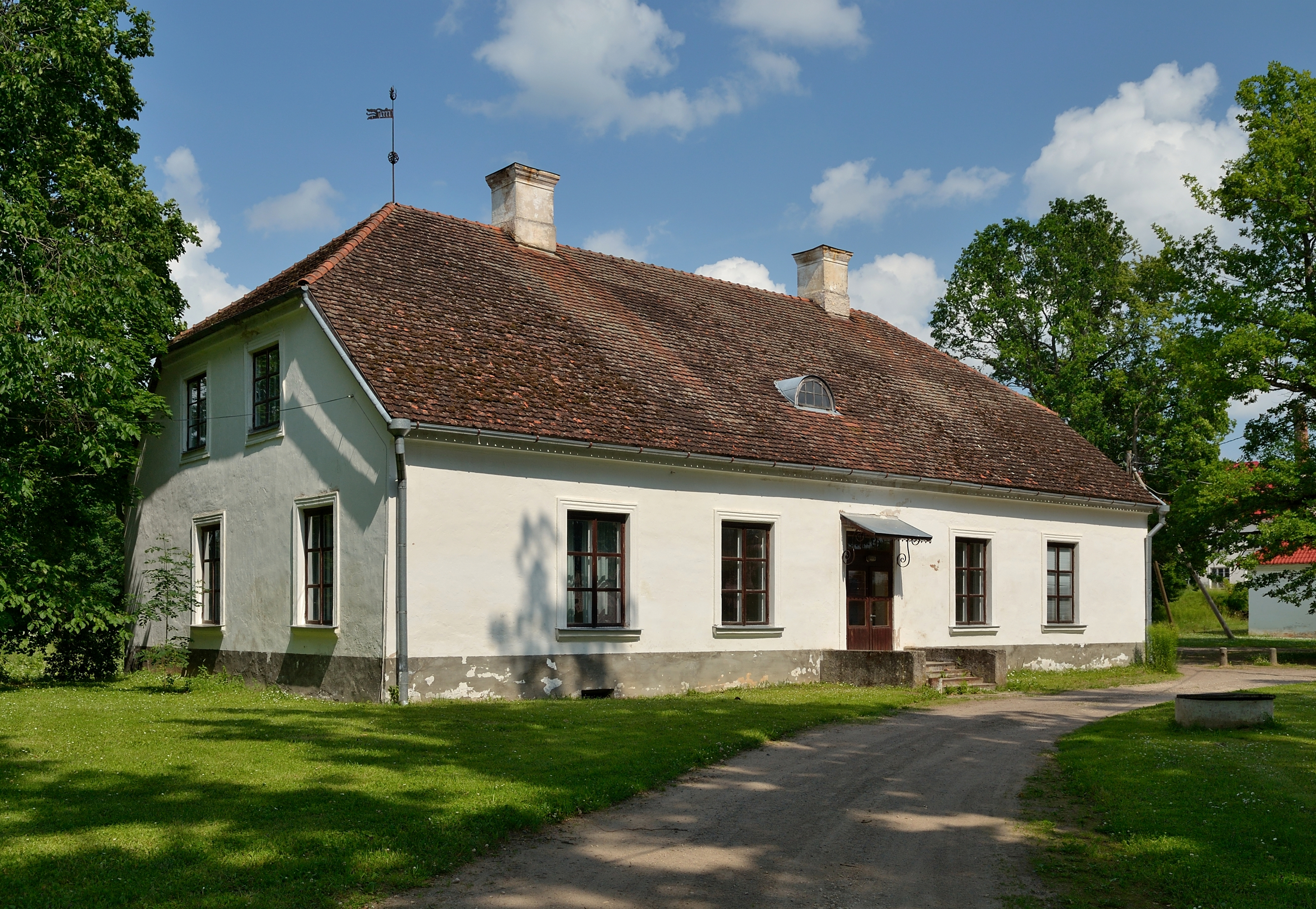